# Juan Manuel Bravo Alcántara
Juan Manuel Bravo Alcántara (Cabezo de Torres, Murcia, 10 de febrero de 1998), más conocido como Juanma Bravo, es un futbolista español que juega de centrocampista en el Ourense CF de la Primera Federación.

## Trayectoria
Natural de Cabezo de Torres, es un centrocampista formado en la cantera del Real Murcia CF y con el que llegó a pasar por todas sus categorías inferiores hasta debutar con el primer equipo en la temporada 2016-17 a las órdenes de Vicente Mir, mientras formada parte de la plantilla del Real Murcia Imperial en Tercera División, antes de haber debutado en tres encuentros de Copa del Rey.
Durante la temporada 2017-18 arrancó la temporada con licencia del primer equipo en el que disputa 26 partidos a las órdenes de Manolo Sanlúcar primero y más tarde, con José María Salmerón quien le daría la continuidad necesaria dentro del equipo inicial.
En la temporada 2018-19 juega la cifra de 20 partidos en los que anota un tanto a las órdenes de Manolo Herrero.
Durante la temporada 2019-20 en las filas del Real Murcia CF en el Grupo IV de la Segunda División B, disputó 1.907 minutos en 23 partidos y anotó dos goles. En verano de 2020, abandonaría el club grana tras tres temporadas en las que el pivote defensivo disputó 71 encuentros en la Segunda División B.
El 1 de septiembre de 2020, se compromete con el AD Alcorcón de la Segunda División de España por cuatro temporadas, recibiendo el conjunto murciano un traspaso de 130.000 euros y el Real Murcia CF se guardaría el 12% de un posible traspaso.
El 1 de octubre de 2024, firma por el Ourense CF de la Primera Federación.

## Clubes
| Club                 | País   | Año       |
| -------------------- | ------ | --------- |
| Real Murcia Imperial | España | 2016-2017 |
| Real Murcia CF       | España | 2017-2020 |
| AD Alcorcón          | España | 2020-2024 |
| Ourense CF           | España | 2024-     |